# 森村橋
森村橋（もりむらばし）は、静岡県駿東郡小山町の鮎沢川に架かるトラス橋である。1906年（明治39年）に、小山駅と富士紡績の工場を結ぶ物資輸送用トロッコの橋として架けられた。橋の名は、富士紡績の社業の隆盛に携わった6代目森村市左衛門からとられた。2005年に国の登録有形文化財に登録されている。

## 歴史
現在の小山町の前身となる六合村と菅沼村は、明治時代前半までは箱根の裏街道沿いの山間の寒村で、人家もわずかであった。1889年（明治22年）、東海道線に小山駅が開業し、六合村の大字であった小山がこの一帯を代表する地名となる。鉄道の開業当初は、駅の乗降客も稀であった。
明治20年代。官僚の神鞭知常は、日本に豊富にあった水力を活用した工業の振興を説く。これに共感した河瀬秀治、村田一郎、田代四郎、一井保、富田鉄之助とともに「水力組」を結成。東京測量社社主の磯長得三が顧問に就き、森村市左衛門や三野村利助が出資者に名を連ねた。水力組によって1889年に富士郡鷹岡村に開業した富士製紙は成功を収める。これに次いで着目したのが、当時の新興工業である紡績事業であった。鮎沢川左岸の、のちに小山第一・第二工場となる付近に有力な水源があることはすでに磯長により発見されており、1892年春ごろより実測調査を行い、森村・三村両氏の協力を得て紡績会社の設立準備を進めた。1894年に勃発した日清戦争により中断を余儀なくされたが、休眠状態にあった水力組は終戦後に活動を再開。浜口吉右衛門が中心となり東京の日本橋の豪商らで進められていた紡績会社計画と合同し、1895年12月7日に農商務大臣に会社設立を出願。翌1896年1月7日に「富士紡績株式会社発起の件」が認可され、同年2月26日に創立総会が開かれた。しかし、日清戦争後の景気の過熱からの反転、さらに株金の払い込み遅延に遭い、資金のひっ迫は工場の建設工事の遅延につながった。1897年上半期に駅と工場の間の築堤の造成と軌間600mmの軽便鉄道のレールが敷設され、この時に森村橋の先代となる橋も架けられたが、工場が部分操業を開始したのは1898年秋、営業を開始したのは1899年の春であった。営業開始後も、工員の技術不足や、士族商法による士気の低下、石炭価格の下落による水力の優位性低下など複数の要因が重なり、深刻な業績不振に見舞われた。瀕死にあえぐ富士紡績の救済に乗り出したのは、発起人の一人の森村市左衛門であった。森村は、東京瓦斯紡績の経営で実績を上げていた日比谷平左衛門に協力を依頼する。小山の地は、当時は東京の新橋駅から汽車で往復8時間かかり、掛け持ちで現場の指揮を執ることは困難であった。そこで、欧米の視察から帰った和田豊治を小山に常駐させることとした。工員の待遇改善や重役陣の一新などの改革断行により1901年下期には株式の配当を出せるまでに業績回復を果たした。
1905年（明治38年）7月15日に行われた株主総会で、「森村市左衛門氏に謝意を表する件」を満場一致で可決。しかし、金品の贈呈は人格者である森村に対して非礼に当たり、銅像や記念碑の建立も固辞された。当時の小山工場の門前に架かっていた鮎沢橋は粗末な木橋で、社業の隆盛により通行が増え早晩架け替えが必要な状況であった。そこで、この機会に堅牢な橋に架け替え、森村の名を冠して功績を後世に伝えることを提案。さすがの森村もこれまでの提案を固辞した後ということもあり、承諾しないわけにいかなかった。設計は東京石川島造船所に依頼。径間128フィート、幅員が軌道16フィート・人道6フィートの鋼鉄製の橋が1906年秋に完成し、11月2日の創立十年祭で渡橋式が執り行われた。
1912年に腐食した木製の床版を交換し、1913年にはアスファルトによる舗装が施された。1923年9月1日に発生した関東大震災では橋の先の第一工場が半壊、その奥の第二工場が全壊、駅近くの第三工場が全焼するなどし、121人が死亡する甚大な被害が生じた。森村橋も支承が水平方向にずれる被害が起きている。1945年の沼津大空襲では銃撃を受け、複数の垂直材に弾痕が残った。1955年には、トロッコをけん引する機関車が端柱に接触する事故が起き、この修理の際に老朽化が進んでいた支承や、格点のピンの補修も行われた。1967年にトロッコの軌道が廃止され、翌1968年に用途を道路橋に変更した。この時に床版はコンクリートから鋼板に変更され、支承はコンクリートで固められて、支承としての機能が廃された。
2003年に上流側に完成した鋼製桁橋の新森村橋に橋梁の機能が移ると、森村橋は通行止めとなり、小山町に移管された。2005年11月10日に国の登録有形文化財に登録されたが、10年余り十分な管理が行われず、腐食が進行した。この間に橋の先の小山第一工場は富士紡の手を離れ、2007年4月に豆腐類の製造を行う四国化工機富士小山食品工場が完成している。
管理者である小山町は2016年に、富士紡績の歴史的資産を活用した地域活性化を目指して森村橋を修復することを決定（後述の#修復事業を参照）。2020年度に修復が完了した。本件修復事業は、2020年度土木学会田中賞を受賞した。

## 構造

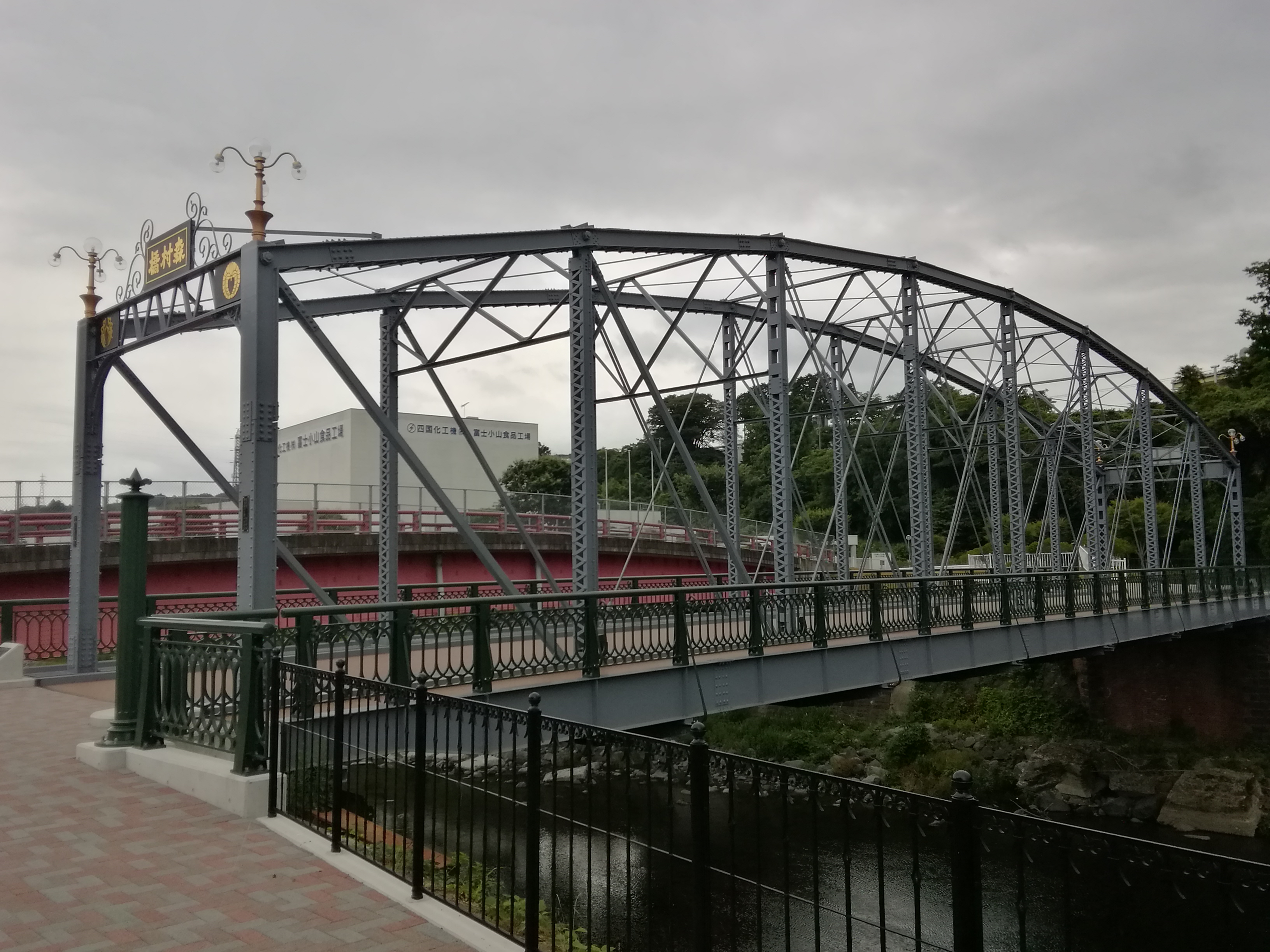
右岸下流側より。奥の赤い桁橋は2003年竣工の新森村橋、その奥は四国化工機富士小山食品工場
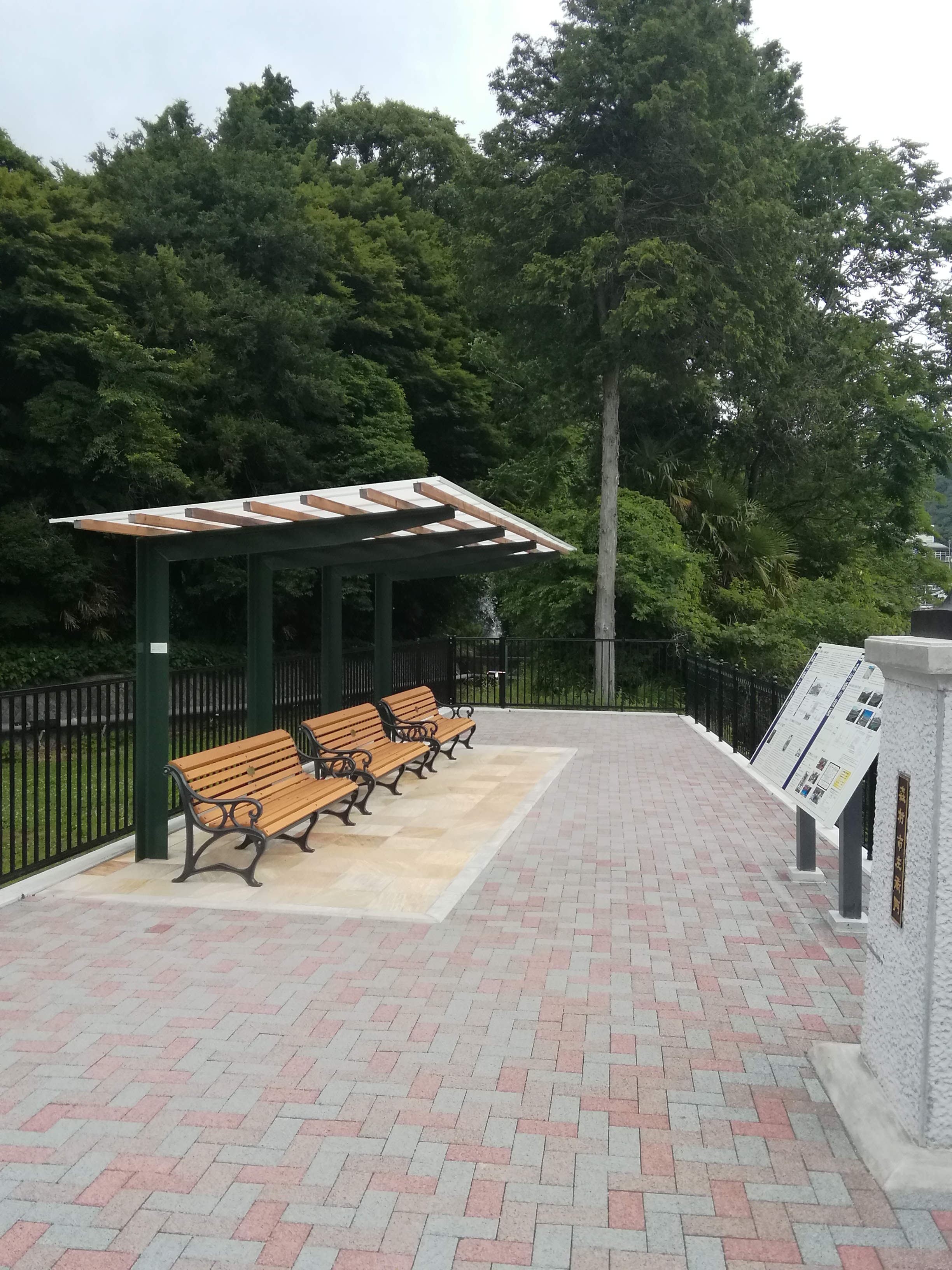
森村橋左岸の広場。3脚のベンチと橋の案内板、森村の胸像が設置されている。

橋梁形式は下路式プラットトラス橋で、単径間の橋であり橋脚を有さない。トラスの主構はピンで結合されている。鋼材はドイツから輸入されたものが使われている。橋門構上部に橋名板、主構端柱には「東京石川島造船所製作」「明治39年10月竣工 設計者秋元繁松」と記した銘版が取り付けられている。日本人が設計・製作したトラス橋としては初期の遺構で、中部地方に現存するものとしては最古と考えられている。
小山町内を南西－北東方向に流れる鮎沢川に架かり、上流側に隣接して「新森村橋」が並行する。橋の右岸（南東側）は町役場や駿河小山駅方面に通じているが、左岸に渡った先は四国化工機の敷地となり、県道沼津小山線方面に通り抜けることはできない。橋自体は敷地の外にあり、常時見学が可能である。左岸には森村市左衛門の胸像と、橋の解説板のある広場が設けられた。四国化工機、IHIおよび個人名義で寄贈されたベンチが左岸に3脚、右岸に2脚設置されている。近隣には見学者向けの駐車場も整備された。

### 修復事業
修復事業はプロポーザル方式で進められ、設計は八千代エンジニヤリング、橋梁の施工はIHIインフラシステムが受注。橋詰には、地元小山町に本社を置く臼幸産業の施工により広場が整備された。森村橋は当初民間企業により設置された橋梁であり、役場では設計に関する資料を有しておらず、資料の収集・分析から始められた。IHIや日本橋梁建設協会にも十分な資料がなく難航したが、その過程で、日本で初めて亜鉛めっきによる橋梁塗装が試験的に行われたことが明らかになった。
現場で補修を施すのではなく、一度解体して工場に運んで修理する方法が採られた。一般的には桁の下に設けたベントと呼ばれる仮受け台に荷重を預け、応力を開放しながら解体されるが、本橋のケースでは河川との兼ね合いからベントを構築することができなかった。そこで、既存のトラスに合成しながら仮設のトラスを組み、一体化したトラスから既存のトラスを切断。修理を終えた部分を再びつなぎ、最終的に仮設トラスを撤去する方法が採られた。古い鋼材は不純物のばらつきのため溶接できない場合が多いが、成分分析と溶接試験を行い、外観の変化をできる限り抑えた復元が実現した。この結果、重量比で約61%の部材を再利用することができた。現存しない照明灯や橋名板は写真などを参考に再現され、竣工当初と同じ位置に設置された。